# Sustipanac
Koordinati:   43°49′46″N, 15°37′56″E
Sustipanac je majhen otoček v Jadranskem morju. Pripada Hrvaški.
Sustipanac, ki se je prej imenoval Sveti Stjepan, leži v Pirovačkem zalivu med rtom Tišnjanski rt nad mestom Tisno in celinsko obalo severozahodno od mesta Pirovac, od katerega je oddaljen okoli 3 km. Na otočeku, so lepe plaže primerne za kopanje. Površina otočka meri 0,013 km². Dolžina obalnega pasu je 0,47 km.
Pri arheoloških delih so bili najdeni predmeti iz rimske dobe. Tu so tudi ruševine frančiškanskega samostana, postavljenega 1511 in opuščenega leta 1807.